# Dicranomyia flavidipennis
Dicranomyia flavidipennis är en tvåvingeart som beskrevs av Edwards 1923. Dicranomyia flavidipennis ingår i släktet Dicranomyia och familjen småharkrankar. Inga underarter finns listade i Catalogue of Life.